# Осада Луцка (1149)
Осада Луцка — один из эпизодов войны между Изяславом Мстиславичем волынским и его дядей Юрием Долгоруким и их союзниками. Попытка Юрия закрепить победу в борьбе за великое княжение захватом княжества Изяслава. В свою очередь, Изяслав стремился к реваншу в борьбе за Киев.

## Ход событий
Отступив на Волынь, Изяслав получил военную помощь от Венгрии, Польши и Чехии. На помощь Юрию пришли половцы. Изяслав собрал силы во Владимире, Юрий — в Пересопнице и двинулся на Луцк, обороной которого руководил Владимир Мстиславич. Во время одной из вылазок Андрей Юрьевич едва не погиб, когда атаковал, не поднимая стяга, пеший отряд осаждённых.
Когда осаждённые стали страдать от нехватки воды, Изяслав двинулся им на выручку. Тогда Владимир галицкий преградил ему путь, не идя при этом на столкновение. Также в заключении мира был заинтересован Вячеслав Владимирович, опасавшийся за свою волость в случае ухода Юрия. Была достигнута договорённость, что Изяслав отказывается от киевского княжения в пользу Юрия, а тот, в свою очередь, возвращает новгородские дани. Оба условия были впоследствии нарушены.